# ورفات (بعدان)

تعديل مصدري - تعديل

ورفات هي إحدى قرى عزلة دلال بمديرية بعدان التابعة لمحافظة إب، بلغ تعداد سكانها 352 نسمة حسب تعداد اليمن لعام 2004.